# 桂民海
桂民海（1964年5月5日—），籍貫浙江寧波，原名桂敏海，筆名阿海，生於浙江省寧波市，中國与瑞典籍學者、作家、出版界人士。2015年銅鑼灣書店股東及員工失蹤事件主角之一。

## 本名
自從中國中央電視台2016年播出桂民海的电视认罪片段後，他的真實姓名受到外界關注，更有人稱央視用「桂敏海」姓名是「造假」。当时其女（Angela Gui）公開聲稱她的「父親」本名是「桂民海」，並且指責央視「偽造她父親的名字」為「桂敏海」。
香港政制及內地事務局局長譚志源在立法會被質詢時，說不知道桂的本名。他的多年朋友獨立中文筆會會長貝嶺證實他的本名是「桂敏海」，但無法確認桂在哪一年改名為「桂民海」；而香港《明報》報導，他的一名老朋友王先生向該報表示，1992年獲贈其著作《北歐的神話與傳說》，內頁的作者簡介提到其名字為「桂敏海」，該報獲得由桂撰寫、並於2006年出版的《雍正十年》，該書內頁的作者簡介中提到其本名為「桂民海」，並為歐盟戰略諮詢顧問。1987年出版的《中國當代校園詩人詩選》中，亦收錄一首「一九八一級」的「阿海（北京大學）」創作的詩歌，作者簡介指「原名桂敏海」，並記述其個人資料。作家周代1992年的一篇以桂敏海為主角的散文，亦記有他的名字「本名桂敏海」及個人資料。以上均與其著作《雍正十年：那條瑞典船的故事》中作者「阿海（桂民海）」的簡介脗合。

## 生平

### 早期生活
桂敏海籍貫浙江寧波，1964年在宁波出生，1985年从北京大學歷史系畢業後任人民教育出版社編輯，1988年留學瑞典哥德堡大學，获哲学博士学位，1996年入籍瑞典，后在哥德堡大學任職到1999年。1999年，他從瑞典回到家鄉寧波，為瑞典一家製造空氣淨化產品的唐友公司開設中國子公司，10月21日開業，任董事兼總經理。

### 交通肇事
2003年12月，身为寧波某公司董事的瑞典籍人桂敏海醉酒駕駛，撞死一名女大學生。2004年8月，寧波市中級人民法院裁定桂敏海犯交通肇事罪，判處有期徒刑兩年，緩刑兩年。車禍女死者的母親因為不認同最初交警認定其女兒需負次要責任，自稱冒生命危險親身實驗，證明桂敏海超速駕駛，時速超過110公里。2004年5月30日浙江省公安厅複核結果，認定桂敏海需承担車禍全部責任，死者不承担責任。死者家人2005年提出民事訴訟，向桂敏海追討100萬元精神损害賠償。但是，2004年10月桂敏海在缓刑考验期间声称瑞典护照丢失，向当地派出所领取了报案回执，并以此向瑞典驻上海总领事馆申领了新护照。随即他冒用别人身份证件从云南边境脱逃出境。因此，2006年8月，法院裁定撤销對桂敏海的兩年緩刑，改為執行兩年有期徒刑。

### 旅居德国
2004年，他到德國在Nordpool諮詢公司担任顧問。此后一直在德国居住。2005年用「桂民海」之名在北京的《中国社会导刊》發表兩篇文章。2006年加入獨立中文筆會，次年在國際筆會活動中结識香港出版界人士，2012年成立香港巨流傳媒有限公司，2014年買下銅鑼灣書店。

### 泰國失蹤
2015年10月17日於泰國芭提雅公寓被一名男子帶走失蹤，其後有四名男子搜索其公寓，企圖帶走桂的電腦，但被管理人員阻止，最後空手而回。
2016年1月17日，新華社發表文章稱他涉及2003年12月一宗發生在寧波市的車禍被判有期徒刑两年，緩刑兩年，但他在2004年11月借用他人身份证以出境旅游名义潛逃。文章稱桂在2015年10月向公安機關投案自首，同時引述据称由桂撰寫的聲明：“回国投案自首是我个人自愿的选择，和任何人无关。这是我自己应该承担的责任，我不希望任何个人和机构介入或者干预我回国的事情，甚至进行恶意炒作。”桂敏海还表示，“我虽然有瑞典国籍，但是我真切地感到我还是一个中国人，我的根还是在中国。所以我希望瑞典方面能够尊重我个人的选择，尊重我的权利和隐私，让我自己解决自己的问题。”與他在2001年寧波外商論壇發言的開頭語稱「是個地道的寧波人」相符。文章結尾稱，公安機關在調查過程發現桂亦涉嫌其他犯罪，正在進一步調查中。
獨立中文筆會會長貝嶺從桂民海的朋友處証實，醉駕案的確發生過，案中一名年輕女子喪生。但他認為，這與桂民海“被綁架”回國是兩件事情，貝嶺说，桂民海沒有在泰國的出境记錄，根本不能回國“自首”，綁架是違反國際法的行為。

### 瑞典介入
2015年10月18日，宁波市中级人民法院撤销缓刑，对桂敏海交通肇事罪收监执行有期徒刑2年。2017年10月17日，桂敏海交通肇事罪刑满释放，但他涉及的涉嫌非法经营犯罪一案仍在侦查，尚未终结。根据《中华人民共和国出境入境管理法》第二十八条规定，被判处刑罚尚未执行完毕或者属于刑事案件被告人、犯罪嫌疑人的外国公民不准出境。10月16日他承诺“不擅自离开宁波，如要离开宁波，会及时向办案单位报告自己的去向。”12月12日桂敏海向宁波公安机关提出在宁波居留的申请，公安机关为其办理了居留许可。在宁波居住期间，他租住住房，和三个姐姐陪伴年迈的母亲。2017年11月26日、12月11日他两次到上海分别申请、领取新的身份证件，其妻钟宁君也曾自德国回宁波与其共同生活将近一个月。
2017年11月10日，桂敏海家人帮他联系了三甲医院宁波市医疗中心李惠利医院做全面检查，医生诊断他颈椎第六、七节变形导致压迫神经受损引起肌肉萎缩。疾病诊断意见书称，桂敏海患有脊髓型颈椎病。在2018年1月桂敏海再度被刑事拘留后，上海、宁波5位骨科和神经科专家诊断了他手部肌肉萎缩的病情，认为是颈椎压迫神经引发肌肉萎缩，基本排除肌萎缩性脊髓侧索硬化症（“渐冻症”）。
根据中国官方媒体的报道，桂敏海在看守所中接受采访称，自他2017年10月获释后，瑞典方面几乎每天都和他联系，不停劝说他回瑞典，并提供了多套方案。针对他手部肌肉萎缩的情况，瑞典方面称他得了“渐冻症”，并告诉他不要在中国就医，会尽快将他送回瑞典治疗。经多次拒绝后，桂敏海最终同意。1月20日，瑞典驻上海领事馆两名外交官秘密将他接上领事馆挂有外交牌照的汽车带离宁波，从上海转乘高铁赴北京。据法新社报道，其女安吉拉（Angela）称，其父2018年1月20日在两名瑞典外交官陪同下乘火车赴北京途中，在火车驶近北京时被约10名便衣警员登上车厢强行带走。她称其父此行赴北京是为“接受一名瑞典医生的检查”，治疗“渐冻症”。桂敏海被带走时，两名瑞典外交官都在场。事后瑞典政府沉默数日。据英国《卫报》2月6日报道，瑞典外交部长瓦尔斯特伦5日声明称，桂敏海持续被拘“事态严重”，并指责中方对桂敏海和两名瑞典外交官的行为是“粗暴干涉”，违反了领事协助的基本国际规则，“我们要求（中方）让我们的公民跟瑞典外交与医务人员见面，并且获释以便和他的女儿、家人团聚”。《卫报》认为“该声明意味着瑞典自2015年桂第一次失踪后对该案保持的审慎态度有明显升级”。
中国公安机关则称，1月20日上午8时前后，桂敏海离开宁波去上海虹桥火车站，随后乘中午11时10分G126次京沪高速动车组列车赴北京，此行途中桂敏海携带多份涉及国家秘密情报资料。此前宁波公安机关已发现桂敏海有涉嫌从事为境外非法提供国家秘密或情报、危害国家安全罪的违法犯罪活动。在他赴北京途中，公安机关多次联系他本人，要求他返回宁波接受调查，“但现场陪同的外籍人员要求桂不配合”。因此当G126次高铁在济南西站停留时，公安人员依法将他带离列车，以涉嫌为境外非法提供国家秘密、情报罪对他采取刑事拘留强制措施。1月20日他被刑事拘留后，当天公安机关即通过中国外交部向瑞典驻华大使馆通报了办案单位及联系电话，并向瑞典驻华大使馆一等秘書何某通报了被拘留原因。随后中国外交部门也向瑞典外交部门进行领事通报，通报了涉嫌罪名、被刑事拘留情况及办案单位。1月30日，宁波市公安局专门到上海向瑞典驻上海总领事通报了案情近况，并转交了桂敏海和其家人分别致瑞典驻华大使林戴安的信，两封信均对瑞典方面做法表示了不满。
2018年2月6日，中國外交部發言人耿爽在例行記者會上回应称，“桂敏海雖然是瑞典公民，但他涉及的案件，必須依照中國法律處理，瑞典當局應該知道案件的嚴重性質，以及瑞方某些人在其中扮演不光彩的角色，絕不接受瑞方無視中方通報，一再發表不負責任的言論，強烈要求瑞方不要做損害雙方互信，以及影響兩國關係大局的事。”
据中国公安机关通报，桂敏海因涉嫌为境外非法提供国家秘密、情报罪被羁押在宁波市公安局看守所。2018年2月9日，桂敏海在宁波市公安局看守所露面并接受境内外媒体采访。他表示，此次采访是他本人主动向办案机关提出，以便澄清“事情经过和真相”。他称自己此前赴北京是为在瑞典驻华大使馆的安排下“以看病为名”，先到该使馆“面见一个瑞典的汉学家，还有一个美国基金会的人员”，再“伺机出境回瑞典”。他说“到现在为止，没有医生诊断我得了渐冻症”，“瑞典人现在说我得了渐冻症，我觉得是夸张了事实，把这个事情作为借口，好尽早把我带到瑞典。”他说自己虽有瑞典国籍，但在近十年时间里生活在德国，并未获得过瑞典政府的特别关注，此次瑞典政府是在“炒作”、“利用”他，并最终导致他再度被拘留，“尤其是这一次，我不知道他们到底是关注我，还是在利用我这件事情。2018年是瑞典的大选年，我的事情对于瑞典某些政治人物来说，也许对他们在大选年中的一些政治活动会有加分。”“假如瑞典政府还要继续拿我的事情说事，我可能考虑放弃瑞典国籍。”
2018年2月2日，国际出版家协会表示将为其颁发2018年伏尔泰奖（IPA Prix Voltaire），以向“他的勇气致敬”。对此，尚在看守所中的桂敏海2月9日在中国官媒的采访中称，自己“不想也不会接受这个奖，否则我又犯傻被别人利用了。”
2018年6月5日，37家瑞典報紙共同呼籲中國釋放出版商桂民海，重要的學術界人士、編輯、記者、政界人士和演員等多人也參與連署。
2018年7月13日，當天是劉曉波逝世周年祭，也是桂敏海被捕第1,000天，家屬和支持者在瑞典首都斯德哥爾摩中國駐瑞典大使館舉行抗議，再次呼籲中國當局立即釋放桂民海。
2018年8月13日，瑞典外交部長瑪戈特·瓦爾斯特倫表示瑞典醫護人員獲准探訪桂民海，她強調瑞典正繼續進行「密集工作」，並將以「幾種不同的方式」進行醫療訪問。除此之外，瓦爾斯特倫繼續要求北京當局釋放桂民海，不過並未提及桂民海的病情或醫療訪問詳細資訊。
2019年11月15日，瑞典国际笔会向桂民海颁发图霍夫斯基奖，表彰他捍卫出版言论自由的贡献。瑞典文化部长阿曼达·林德亲自到场象征性给因被囚禁无法到场的桂敏海颁奖，她发言时表示当权者永不得拥有“攻击艺术表达自由或言论自由”的自由，同时在接受TT通讯社采访时强调瑞典要求中方释放桂敏海的立场。中国驻瑞典大使桂从友表示中方坚决反对瑞典给“一个罪犯和谎言制造者”颁奖，更反对瑞典政府官员出席仪式。他指瑞典人伤害中国人民的感情和中方利益，不要期待还能感觉到自在，扬言中方将采取报复措施。瑞典首相斯特凡·勒文则坚持不会屈服于中方的威胁，强调瑞典有言论自由。

### 罪成入狱
2020年1月，寧波市人民檢察院向寧波市中級人民法院提起公訴，桂敏海因犯为境外非法提供情报罪，同年2月24日被浙江省宁波市中级人民法院判处有期徒刑10年，剥夺政治权利五年；法院公告指桂敏海表示認罪服判不上訴，並指桂敏海在2018年經本人申请恢复中国国籍，不过瑞典外交部表示桂敏海仍持有瑞典国籍，只有经过瑞典移民机关审核通过后才算正式放弃国籍。
曾在央视上电视认罪的瑞典人彼得·达林认为，当局所指的“国家机密”，其实是桂敏海在泰国被中国国保绑架及回国后遭到严刑拷打的细节。
瑞典外交部部长林德安抗议审判结果，要求中国当局立即释放桂敏海，同时要求探视，为桂敏海提供有权获得的领事支持。不过，中国外交部表示桂敏海的权利已得到充分保障，但有鉴于2019冠状病毒病疫情，暂时搁置有关外交安排。国际特赦组织认为刑期完全无法接受，呼吁立即释放桂敏海。

## 著作
- 《二十世纪西方文化史掠影》北京师范学院出版社, 1991 ISBN 7810141120
- 《北欧的神话传说》辽宁大学出版社, 1992 ISBN 7561017294
- 《雍正十年: 那条瑞典船的故事》	中国社会科学出版社, 2006 ISBN 7801064194
- 《我把黑森林留给你》 香港文化艺术出版社, 2007